# 올리버 스타크

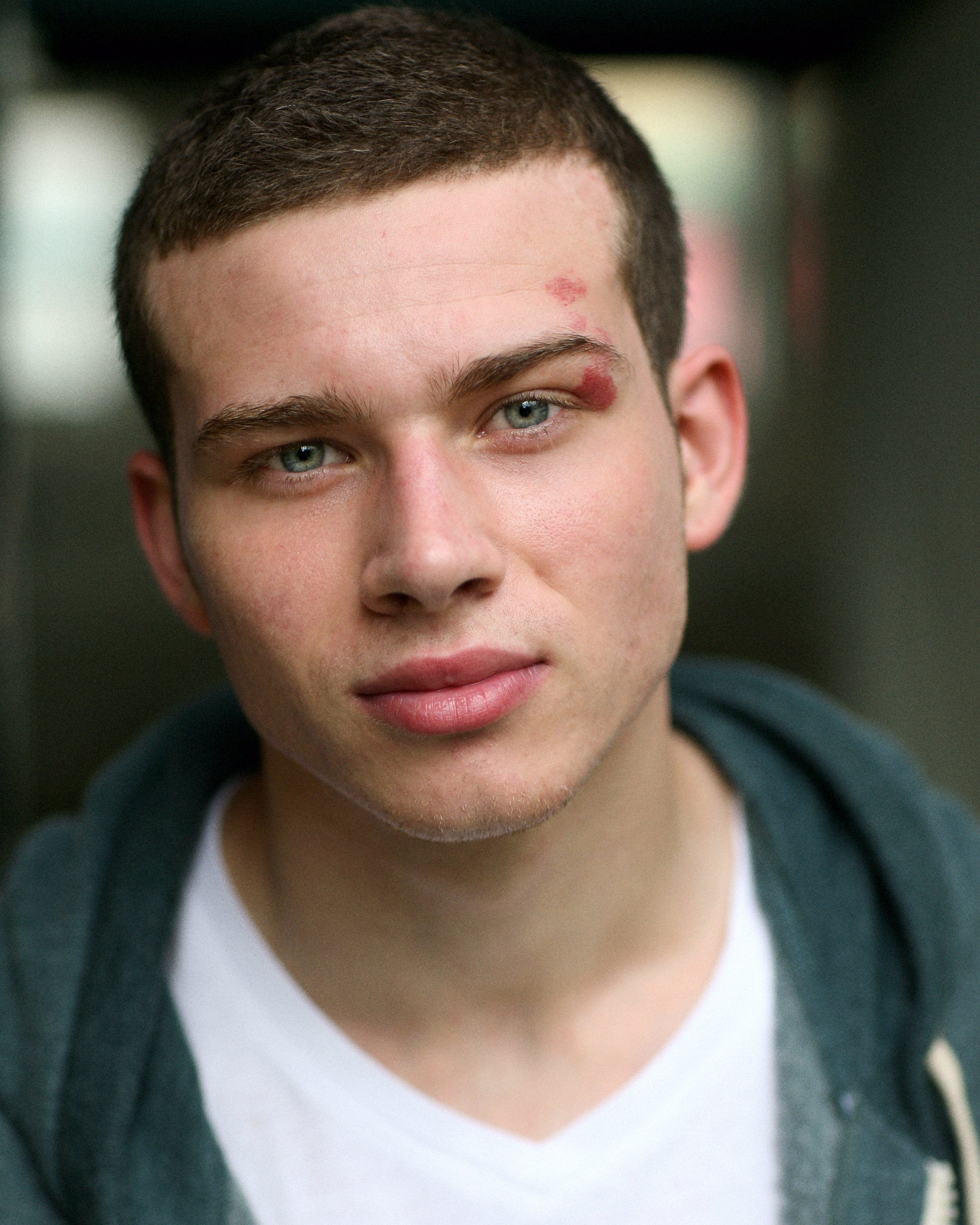

올리버 스타크(Oliver Stark, 1991년 6월 27일 ~ )는 영국의 배우이다.
런던에서 태어났다.

## 출연 작품

### 텔레비전
- 캐주얼티 (2011)
- 루터 (2013)
- 드라큘라 (2013)
- 인투 더 배드랜즈 (2015-17)
- 9-1-1 (2018-현재)
- 9-1-1: 론 스타 (2021)

### 영화
- 몬타나 (2014, Montana)
- 언더월드: 블러드 워 (2016) - 그레고르 역